# Шахбазян, Гагик Мкртичевич
Га́гик Мкрти́чевич Шахбазя́н (арм. Գագիկ Շահբազյան, 27 июля 1955, Ереван) — армянский политический и хозяйственный деятель, дипломат. Кандидат технических наук (1984).

## Биография
- 1972—1977 — учился в Ереванском сельскохозяйственном институте, окончил по специальности «механизация сельского хозяйства».
- 1983 — окончил аспирантуру НПО «Армсельхозмеханизация» Минсельмаша СССР, где с 1977—1980 работал младшим научным сотрудником, аспирантом, затем старшим научным сотрудником (до 1985).
- 1985—1987 — проректор по научной работе в республиканской высшей школе управления.
- 1987-1991 – заместитель начальника управления по научному обеспечению Агропрома Армянской ССР; в 1989–1991 одновременно первый заместитель председателя Республиканского научного центра.
- 1991 — заместитель министра экономики Армении.
- 1991—1993 — государственный министр, министр сельского хозяйства Армении.
- 1993—1995 — государственный министр Армении.
- 1995—1996 — министр по связям со странами СНГ, Евросоюза и международными организациями, глава миссии Армении при Евросюзе.
- 1996—1997 — министр-руководитель аппарата правительства Армении.
- 1997—1999 — чрезвычайный и полномочный посол Армении в России.
- 1999—2000 — министр сельского хозяйства Армении.
- С 2000 — советник премьер-министра Армении.
- Действительный член Армянской сельскохозяйственной академии, академии экономики и финансов Армении, академии информации РФ. Академик РАЕН (1998).